# Harpathele
Genre
Harpathele est un genre d'araignées mygalomorphes de la famille des Dipluridae.

## Distribution
Les espèces de ce genre sont endémiques du Brésil. Elles se rencontrent dans les Ètats de Rio de Janeiro et d'Espírito Santo. 

## Liste des espèces
Selon World Spider Catalog (version 25.0, 05/07/2024) :
- Harpathele cariacica Wermelinger-Moreira, Pedroso, Castanheira & Baptista, 2024
- Harpathele gymnognatha (Bertkau, 1880)
- Harpathele salinas Wermelinger-Moreira, Pedroso, Castanheira & Baptista, 2024

## Systématique et taxinomie
Ce genre a été décrit par Wermelinger-Moreira, Pedroso, Castanheira et Baptista en 2024 dans les Dipluridae.

## Publication originale
(juillet 2024).
- Wermelinger-Moreira, Pedroso, Castanheira & Baptista, 2024 : « A new genus of lyrate curtain-web spiders (Araneae: Mygalomorphae: Dipluridae) from southeastern Brazil, with two new species and revalidation of a formerly described species. » Arachnology, vol. 19, no 8, p. 1060-1073.